# Цацакис, Аристидис
Аристидис Цацакис (греч. Αριστείδης Τσατσάκης; род. 1957 год, Ираклион) — греческий учёный-токсиколог, директор лаборатории токсикологии и судебно-медицинской экспертизы при Медицинской школе Университета Крита и Университетской клинике Ираклиона. Президент Федерации европейских токсикологов и европейских обществ токсикологии (EUROTOX) (2014—2016). Иностранный член Российской академии наук (2016), член Всемирной академии наук.

## Биография и научная деятельность
Родился в июне 1957 года в городе Ираклион на острове Крит. На протяжении более 30 лет читал лекции по токсикологии в различных университетах Греции. Подготовил 30 докторов наук. В настоящее время является директором лаборатории токсикологии и судебно-медицинской экспертизы при Медицинской школе Университета Крита и Университетской клинике Ираклиона. Также является основателем и научным руководителем ToxPlus SA — токсикологического подразделения Университета Крита. Активно работает и за рубежом, в том числе в России: профессор кафедры аналитической и судебно-медицинской токсикологии Сеченовского университета, руководитель проекта «Влияние твердых частиц выхлопных газов на биоценоз современного города» в ДВФУ.
В 2002—2016 годах возглавлял Греческое общество токсикологов, с 2016 года является его почётным президентом. В 2014—2016 годах был президентом Федерации европейских токсикологов и европейских обществ токсикологии (EUROTOX).
Под руководством Цацакиса было проведено множество исследований и исследовательских проектов по разработке и совершенствованию новых методов анализа ксенобиотиков, биомониторинга и регистрации их острых и долгосрочных воздействий на здоровье человека, а также по использованию макромолекулярных систем в наномедицине, в нанотоксикологии, в качестве носителей для нацеливания и снижения токсичности и изучения длины теломерных концов при старении клеток и их связи с хроническими заболеваниями.
Цацакис — автор более 1000 публикаций, более 500 из них в журналах Web of Science. Имеет более 11 500 просмотров своих работ в Google Scholar) и более 80 000 просмотров в ResearchGate. Имеет импакт-фактор 51 в Google Scholar и 43 ResearchGate. Большинство его работ посвящены воздействию химических веществ на человека в низких дозах.
Цацакисом прочитано более 200 основных и пленарных лекций на международных конгрессах, симпозиумах и семинарах, на многих из которых он выступил в качестве организатора или председателя. Был руководителем более 60 научных исследований и технологических проектов. Также он является главным редактором журнала Toxicology Reports и членом редколлегии журналов Toxicology,Food and Chemical Toxicology, Toxicology Letters и Experimental and Therapeutic Medicine.

## Признание
- почетный профессор Федерального научного центра гигиены им. Ф. Ф. Эрисмана (Москва)
- иностранный член Российской академии наук (2016)[5].
- почётный доктор Российского химико-технологического университета им. Д. И. Менделеева (2016)[6]
- почётный доктор Дальневосточного федерального университета (2017)[7]
- почётный доктор Университета медицины и фармакологии имени Кароля Давилы[англ.] (Бухарест)
- член Всемирной академии наук
- премия Министерства сельского хозяйства Греции за вклад в токсикологию (2017)

## Избранные публикации
- Tsatsakis et al., 2016, New challenges in risk assessment of chemicals when simulating real exposure scenarios; simultaneous multi chemicals' low dose exposure, Food and Chemical Toxicology, Volume 96, Pages 174—176, ISSN 0278-6915, https://doi.org/10.1016/j.fct.2016.08.011
- Tsatsakis et al., 2017, Simulating real-life exposures to uncover possible risks to human health: A proposed consensus for a novel methodological approach. Human and Experimental Toxicology, 36(6), 554—564. https://doi.org/10.1177/0960327116681652
- Tsatsakis et al 2018., Toxicology for Real-Life Risk Simulation — Editorial Preface to this Special Issue, Toxicology Letters, https://doi.org/10.1016/j.toxlet.2018.12.003
- Tsatsakis et al 2019., Hormetic Neurobehavioral effects of low dose toxic chemical mixtures in real-life risk simulation (RLRS) in rats, Food and Chemical Toxicology, Volume 125, Pages 141—149, ISSN 0278-6915, https://doi.org/10.1016/j.fct.2018.12.043.